# RAMPAGE
RAMPAGE（ランページ）はかつてケンウッド（現・JVCケンウッド）が製造販売していたMD/CDポータブルシステム（ラジカセ、ゼネラルオーディオ）の商品名。MDX-L1の生産終了とともに事実上シリーズ展開終了となった。
「MD機構部品の調達が困難」との理由で、上述のMDX-L1生産終了以降ケンウッドからMD搭載製品は発売されていない。
現在、全て生産終了となっている。